# Solifluktion

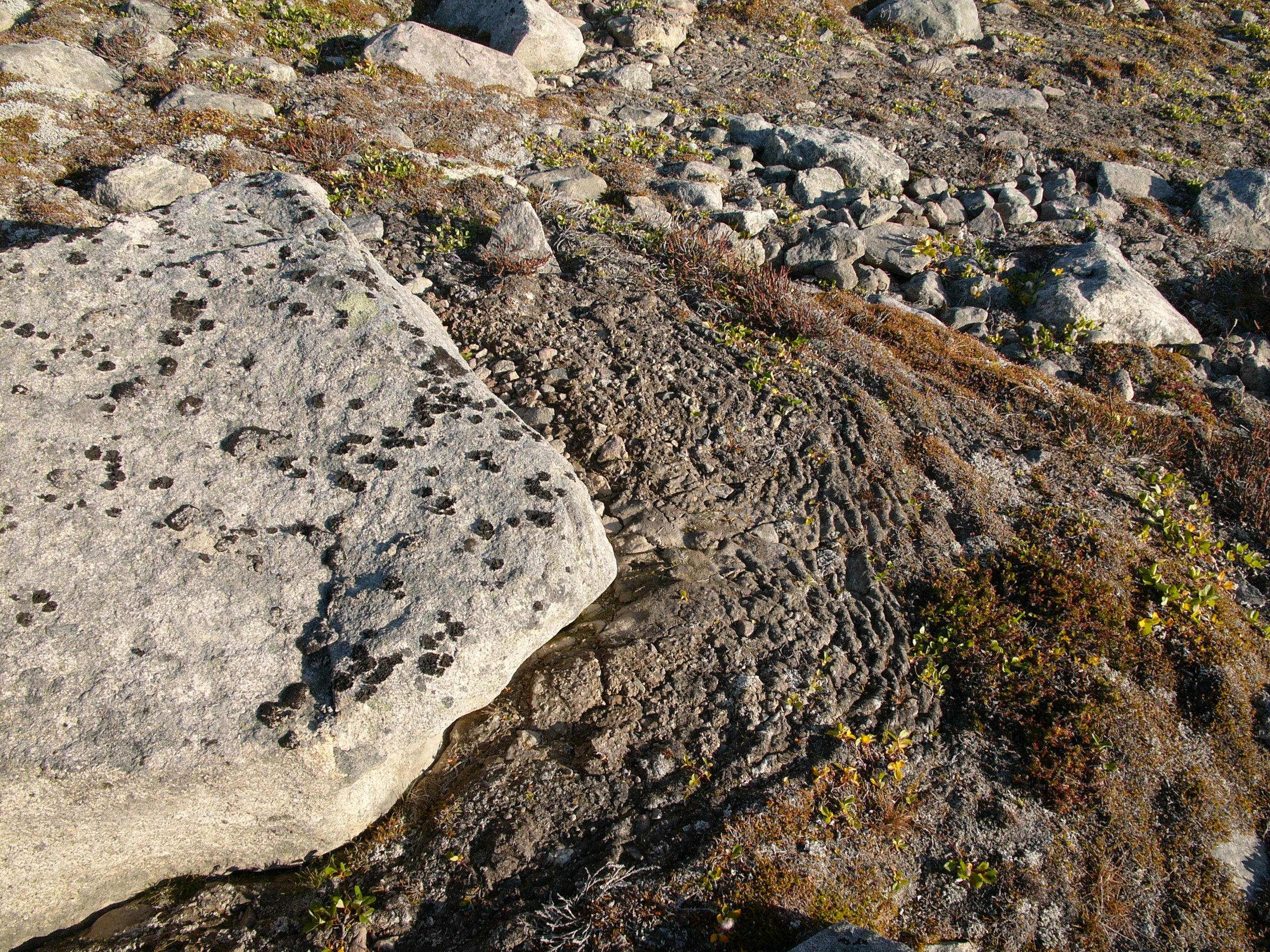
Gelifluktion auf Spitzbergen

Solifluktion oder Bodenfließen wird eine Form der Flächenabtragung der Erdoberfläche an Hängen genannt, die als langsame, großflächige Fließbewegungen von lockerem Gesteinsmaterial im Oberboden auftritt und in Zusammenhang mit periglazialen Prozessen (Wechsel von Frost und Auftauen) steht. Als Voraussetzung gilt in den meisten Fällen ein heterogenes Bodengemisch aus Bestandteilen mit unterschiedlicher Körnung und mit einem erheblichen Grobkornanteil. Die fließende Erde bezeichnet man als Fließerde. Sieht dessen Formation einem Gletscher ähnlich (stromartige Form mit breiter Zunge), bezeichnet man sie als Erdgletscher. Bisweilen wird die Gelifluktion differenziert.
Solifluidale Prozesse prägen die Landschaftsformen insbesondere in den subpolaren arktischen Gebirgen Eurasiens und Nordamerikas, in denen Permafrost vorkommt, der bis in die Tundrenzone hineinreicht. In den mittleren und niederen Breiten treten sie als formgebende Abläufe hinter die Wirkung von Niederschlags- und Schneeschmelzwasser zurück, während sie in den höchsten Lagen tropischer Gebirge wieder eine bedeutendere Rolle spielen.
Da Prozesse der Solifluktion außerhalb der subpolaren Gebiete vor allem zwischen der Wald- und Schneegrenze der Hochgebirge auftreten, wurde hierfür der geomorphologische Begriff der Solifluktionsstufe gebildet.
Für die allgemeine geomorphologische Definition des Begriffs des Hochgebirges stellt die Solifluktion mit der Flächenabtragung durch Frostwirkung ein bestimmendes Merkmal dar, neben einer rezenten oder quartären Vergletscherung und dem Vorhandensein eines Glazialformenschatzes sowie der klimatischen Bildung einer oberen Waldgrenze.

## Grundlagen
Ursache ist das Auftauen von Oberbodenschichten bis etwa einem Meter Tiefe (in Ausnahmen bis zu zwei Meter) bei einer gewissen Neigung des Reliefs. Die Auftauschicht (der active layer: „aktive Schicht“) des Bodens ist meist wassergesättigt, da insbesondere der Permafrost – in wärmeren Klimaten das Gestein oder bestimmte Böden im Untergrund – ein Versickern des Wassers verhindern. Die Wassersättigung setzt die Reibung im Bodensubstrat herab, was die hangabwärtsgerichtete Fließbewegung ermöglicht.
Solifluktion ist der wichtigste Abtragungs- und Transportprozess im Periglazialgebiet. Sie wirkt schon bei sehr flachen Hängen ab ca. 2° Neigung, ist jedoch typisch für Neigungswinkel von 17 bis 27°.
Neben einer Wassersättigung ist die Solifluktion an einen ausreichend hohen Anteil von Feinmaterial (Feinsande, Schluffe, Tone) gebunden. Bewegungsbeträge von 5–10 Zentimeter pro Jahr können erreicht werden. In Solifluktionsböden finden sich hangparallel eingeregelte Steine und oftmals Pressstrukturen.
Im Unterschied zum Bodenkriechen erfolgt bei der Solifluktion die Hangabwärtsbewegung durch tatsächliche Fließvorgänge, die durch den wassergesättigten Boden über gefrorenem Untergrund verursacht werden und charakteristische morphologische Formen an der Oberfläche ausbilden. Beim Bodenkriechen dagegen erfolgt die Bewegung ausschließlich durch Versatz, der aus dem periodischen Wirken von Kontraktion und Expansion verursacht wird.

### Morphologische Formen
Die Solifluktion ist der maßgebliche Prozess, der zur Entstehung von periglaziären Lagen (Deckschichten, Schuttdecken) wie der in Mitteleuropa verbreiteten Hauptlage führt.
- Solifluktionszunge: Solifluidal hangabwärts verlagerte Bodensubstrate weisen in der Regel eine zungenartige Form auf.
- Solifluktionslobe: Durch das hangabwärtige Fließen des Bodens entstandene Auswölbung an der Front des Solifluktionsbereiches. Auch die Front einer Solifluktionszunge kann als eine Lobe angesehen werden. Als fossile Geländeform nennt man die Form Riedel.
- Solifluktionsnische: Praktisch der Herkunftsbereich des solifluidal verlagerten Bodensubstrats. Durch die Verlagerung entstandene Delle im Hang oberhalb des solifluidal verlagerten Materials.

In der Reliefformung wird die Glatthangbildung der solifludialen Schuttkorrosion zugeschrieben. Glatthänge sind insbesondere in den Trockengebieten verbreitet, wo oft nur die polwärtigen Lagen glazial geformt werden oder wurden. Auf Sonnenhängen (äquatorwärtige Expositionen) finden sich dann mehrere hundert Meter hohe Glatthänge. Eine starke Hang-Asymmetrie mit Karen auf der Schattseite und Glatthängen auf der Sonnseite ist beispielsweise in den Trockengebirgen des Mediterrans bis in den Hindukusch verbreitet.
Während der Eiszeiten kam es zu klimabedingten Talasymmetrien, den asymmetrischen Tälern der europäischen Hügellandschaften, mit einem Flach- und einem Steilhang. Der Steilhang ist immer der stärker zur Sonne exponierte Hang, der im Periglazial durch größere Auftautiefe und stärkere Denudation der Solifluktion eine Versteilung durch die laterale Unterschneidung eines Flusses erfuhr.

### Typen und Spezialformen
- Jahreszeiten-Solifluktion: Im Wechsel der Jahreszeiten der Außertropen entsteht ein großer Tiefgang bis über einen Meter sowie große Bodenstrukturmuster mit Abständen von 0,80 m bis 1,60 m zwischen den Erhebungen.[3] Unter bestimmten Voraussetzungen konnten sich daraus Buckelwiesen entwickeln.
- Tageszeiten-Solifluktion: Im Tageszeitenklima der Tropen findet im Hochgebirge ein täglichen Frostwechsel statt (nächtliches Frieren, tägliches Auftauen). Die Wirkung reicht jedoch nur wenige Zentimeter in die Tiefe, und die Abstände der viel kleineren Strukturmuster betragen nur 10 bis 25 cm. Dennoch sind die Bodenbewegungen erheblich, da sie ganzjährig stattfinden.[3]
- Periglaziale Solifluktion: Auftreten in arktischen und subnivalen Gebirgsgegenden im Umfeld der großen Inlandeismassen und Hochgebirgsgletscher.
- Freie Solifluktion: erleichtertes Bodenfließen bei Fehlen einer geschlossenen, bindenden Vegetationsdecke.

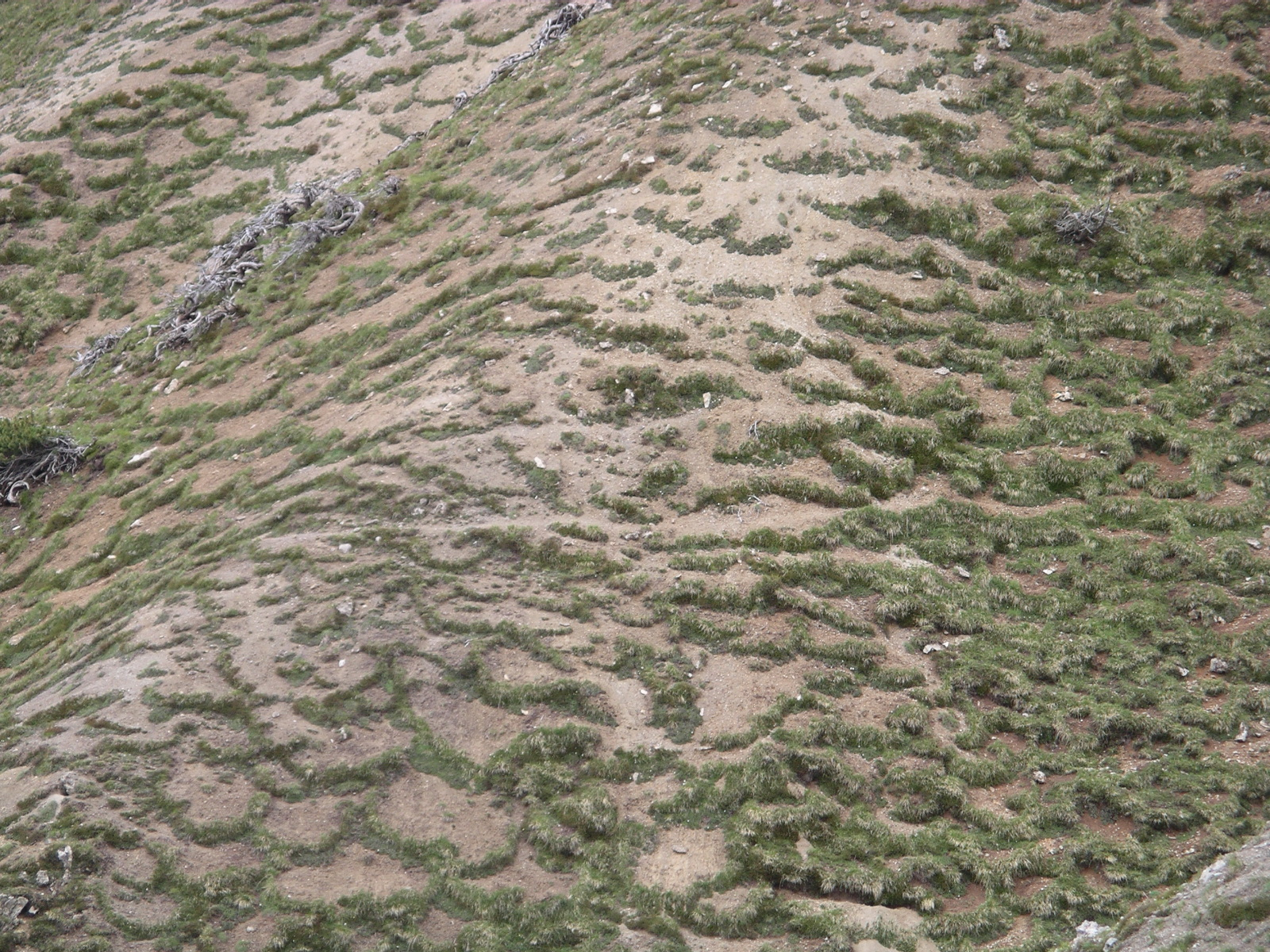
Girlanden (Form der gebundenen Solifluktion) im Schweizerischen Nationalpark am Ofenpass

- Gebundene Solifluktion: Zerreißen der Grasnarbe und Bildung von Abrissnischen (Rasentreppen) in der Vegetationsdecke. Am Hangfuß können sich zusammengerollte Grasteppiche ansammeln. In der Schweiz wird diese Form der Solifluktion Girlande genannt.
- Kammeissolifluktion: Bodenteile werden durch wachsendes Eis rechtwinkelig zur Geländeoberfläche gehoben. Beim Tauen des Kammeises setzt sich das Bodensubstrat hangabwärts ab. Dadurch ergibt sich je nach Neigung des Reliefs ein geringer talwärts gerichteter Versatz.
- Mikrosolifluktion / Kryoturbation: Bei Frostwechsel erfolgt in den oberen Bodenschichten neben der Bodenbewegung auch eine Materialsortierung. Ursache der Bildung von Strukturböden.
- Makrosolifluktion: Ähnlich der Mikrosolifluktion, jedoch an steileren Hängen und deshalb mit größerer Wirkung.